# Esclerodermia
Esclerodermia é um grupo de doenças autoimunes que causam alterações na pele, vasos sanguíneos, músculos e órgãos internos. A doença pode ser localizada na pele ou afetar outros órgãos para além da pele. Os sintomas mais comuns são áreas de pele espessa, rigidez, cansaço e má irrigação sanguínea nos dedos quando expostos ao frio. Uma forma da doença, denominada Síndrome CREST, manifesta-se pela formação de depósitos de cálcio, síndrome de Raynaud, problemas no esófago, espessamento da pele dos dedos e áreas de pequenos vasos sanguíneos dilatados.
Embora se desconheçam as causas exatas, suspeita-se que possa ter origem numa anomalia na resposta imunitária. Entre os fatores de risco estão antecedentes familiares da doença, alguns fatores genéticos e exposição a sílica. O mecanismo subjacente envolve o crescimento anormal de tecido conjuntivo, que se acredita ocorrer como resultado do ataque do sistema imunitário do corpo a tecidos saudáveis. O diagnóstico geralmente baseia-se nos sintomas e pode ser complementado por uma biópsia da pele ou análises ao sangue.
Embora não exista cura, o tratamento pode aliviar os sintomas. Entre os medicamentos usados no tratamento estão corticosteroides, metotrexato e anti-inflamatórios não esteroides. O prognóstico depende da extensão da doença. As pessoas com esclerodermia localizada geralmente têm uma esperança de vida normal. As pessoas com esclerodermia sistémica têm uma esperança média de vida de 11 anos após o início da doença. A morte é geralmente o resultado de complicações nos pulmões, coração ou sistema gastrointestinal.
Em cada ano, cerca de 3 em cada 100 000 pessoas desenvolvem a forma sistémica. Na maior parte dos casos a doença tem início durante a meia-idade. A doença é mais comum entre mulheres do que em homens. A primeira descrição conhecida da doença foi feita em 1753 pelo médico italiano Carlo Curzio e documentada com maior precisão em 1842. O termo tem origem no grego "sklerosis", que significa "endurecimento", e "derma" que significa "pele".

## Classificação
É classificada em:
- Esclerodermia sistêmica: é uma desordem generalizada do tecido conectivo caracterizada clinicamente por espessamento e fibrose da pele (escleroderma) e distintas formas de envolvimento de órgãos internos, notadamente o coração, rins, pulmões e trato gastrointestinal.
- Esclerodermia cutânea limitada ou morfea localizada: Acometimento cutâneo restrito às mãos, antebraços, pés, pernas e face. É de início mais lento, com fenômeno de Raynaud precedendo primeiros sintomas por anos. O anticorpo relacionado a essa forma mais comumente encontrado é o anti-centrômero.
- Esclerodermia cutânea difusa ou morfea generalizada: Acometimento cutâneo difuso atingindo inclusive tronco. Início dos sintomas logo após início do fenômeno de Raynaud. Envolvimento cutâneo mais grave e intenso. O anticorpo mais relacionado é o anti-topoisomerase I (anti-SCL70).

## Sinais e sintomas
Os sintomas iniciais da doença começa na maioria dos casos (~70%)com fenômeno de Raynaud. Após um período variável de meses a anos inicia-se com edema (inchaço) de mãos e dedos evoluindo para espessamento e endurecimento da pele (cutâneo) no dedos (esclerodactilia), nas mãos e na face principalmente. Na forma difusa da doença há acometimento da pele do tronco também. Alguns pacientes podem manifestar sintomas decorrentes do acometimento de órgãos internos. O espessamento e endurecimento da pele pode ser importante a ponto de limitar movimentos dos dedos e a abertura da boca (microstomia). Pode haver dificuldade de eversão das pálpebras. Áreas imprecisas de hipo-/hiperpigmentação da pele pode desenvolver. O envolvimento de órgão interno mais comum é do trato gastrointestinal que ocorre em mais de 90% dos casos em qualquer porção do mesmo, sendo mais comum o acometimento esofágico. Os sintomas mais comuns são de queimação retroesternal, pirose, azia, regurgitação ácida. Também pode ocorrer dispepsia, empachamento pós-alimentar, diarreia intercalado por constipação. O acometimento cardíaco é frequente, porém raramente leva a sintomas. Os mais comuns são arritmias cardíacas. O envolvimento pulmonar é o mais grave e a principal causa de mortalidade. Caracteriza-se por fibrose intersticial ou hipertensão pulmonar primária ou secundária a fibrose. Os sintomas são insidiosos com dispneia de evolução lenta. A manifestação renal é rara sendo a mais comum a chamada "crise esclerodérmica renal" que um "fenômeno de Raynaud no rim" caracterizado por hipertensão arterial maligna, insuficiência renal rapidamente progressiva e anemia microangiopática.

## Diagnóstico
O diagnóstico é feito com base às manifestações clínicas e geralmente se utiliza os critérios de classificação disgnóstica do Colégio Americano de Reumatologia proposto por Masi e Cols em 1980:
- Critério Maior:
  - Escleroderma proximal: Acometimento cutâneo proximal às articulações metacarpo-falangeanas e/ou metatarso-falangeanas.
- Critérios Menores:
  - Esclerodactilia (dedos com pele grossa e dura)
  - Úlceras ou cicatrizes de extremidades dos dedos e/ou perda da polpa digital
  - Fibrose das bases pulmonares (pneumoconiose)

## Tratamento
Não existe cura para esclerodermia, o tratamento é sintomático. No caso da esclerodermia sistêmica o tratamento é feito com corticosteroides e imunossupressores que pode incluir azatioprina, metotrexato, ciclofosfamida, micofenolato, imunoglobulinas intravenosa, rituximabe, sirolimo e inibidores de tirosina-quinase entre outros.
O tratamento pode ser dividido conforme a manifestação:
- Cutânea: proteção contra o frio para diminuir o fenômeno de Raynaud. Para esse fim também recomenda-se uso nifedipina e pentoxifilina. Para o espessamento cutâneo a maior evidência científica recai sobre o metotrexato. Embora muito utilizada no passado, a d-penicilamina não tem repaldo científico que justifica seu uso nos dias atuais. Caso haja ulcerações das extremidades dos dedos, uma opção é a bosentana.
- Pulmonar: Para fibrose pulmonar é indicado a ciclofosfamida. Para hipertensão pulmonar utiliza-se o bosentana, sildenafil e epoprostanol.
- Renal: Inibidor da enzima de conversão da angiotensina (IECA) ou Antagonista do receptor da angiotensina II (ARAII).
- Esôfago: tratamento para refluxo gastroesofágico (medidas comportamentais e bloqueadores de bomba de prótons).
- Intestinal: Má absorção causada por flora anormal pode ser regulada com antibiótico (tetraciclina) e reposição de flora (lactobacilos).

## Prognóstico
A taxa de sobrevida em 5 anos para esclerodermia sistêmica é de cerca de 85%, enquanto a taxa de sobrevida em 10 anos é de pouco menos de 70%.